# Острая дистония
Острая дистония (ранняя дискинезия) — раннее экстрапирамидное осложнение терапии антипсихотиками (нейролептиками), проявляющееся непроизвольными движениями в виде спастических сокращений отдельных групп мышц по всему телу. Характеризуется медленными (тоническими) или повторяющимися быстрыми (клонико-тоническими) движениями, вызывающими вращение, сгибание или разгибание туловища и конечностей с формированием патологических поз. Острая дистония может возникать также в результате приёма метоклопрамида и других противорвотных средств, тетрабеназина, иногда в результате приёма антидепрессантов, противоэпилептических, противомалярийных средств, кокаина.

## Факторы риска
К факторам риска развития острой дистонии относятся молодой возраст (до 30 лет), мужской пол, наличие острой дистонии в анамнезе, органическое поражение головного мозга, гипокальциемия, алкоголизм, гипотиреоз и гипопаратиреоз, употребление кокаина. Острая дистония чаще всего развивается в течение первых 5 дней после начала приёма нейролептика или увеличения его дозы. Большинство случаев развивается в первые 48 часов («синдром 48 часов»). Иногда дистония возникает в связи с отменой холинолитического корректора или переключением с перорального введения нейролептика на парентеральное. Препараты-депо, вводимые внутримышечно, значительно чаще вызывают данное осложнение, чем пероральные средства; фактором риска также являются высокие дозы. Метоклопрамид чаще вызывает острую дистонию у женщин. Генеральная лекарственная дистония чаще наблюдается у детей. У молодых, физически здоровых лиц (особенно у молодых мужчин) дистония может возникать даже после однократного приёма нейролептика. Риск дистонии повышается при одновременном приёме алкоголя, эмоциональной травме, утомлении.
Риск гиперкинеза обратно пропорционален способности нейролептика блокировать М-холинорецепторы и, вероятно, серотониновые рецепторы. При высокой интенсивности проводимой терапии и применении высокопотентных препаратов с высоким сродством к дофаминовым рецепторам вероятность дискинезии больше. Значительно реже вызывают острую дистонию типичные нейролептики с низким сродством к дофаминовым рецепторам, и совсем редко — атипичные нейролептики. Дистонию могут вызывать трифлуоперазин (трифтазин), хлорпромазин (аминазин), хотя в то же время эти препараты сами порой применяются при лечении дистонии, индуцированной галоперидолом. Окуломоторные кризы, спастическая кривошея, тризмы характерны в большей мере для перициазина (неулептила) и сравнительно редко встречаются при использовании рисперидона (рисполепта).
Дистония обычно возникает в период падения концентрации антипсихотика к концу действия очередной дозы и, по-видимому, связана с усилением синтеза и высвобождения дофамина и/или с повышением чувствительности дофаминовых рецепторов, развивающимися как реакция на блокаду рецепторов нейролептиком.

## Патогенез
Остаётся неясным, является ли острая дистония гиподофаминергическим или гипердофаминергическим состоянием (обусловлена ли она непосредственно угнетением дофаминергической передачи нейролептиками или же возникающим в ответ на это угнетение компенсаторным усилением синтеза и высвобождения дофамина). Определённое значение в патогенезе острой дистонии может иметь дисбаланс между активностью прямого и непрямого пути, связанный с различной степенью активации или, наоборот, блокады дофаминовых рецепторов. Высокая эффективность холинолитиков в лечении и профилактике дистонии указывает на значительную роль гиперактивности холинергических нейронов и дисбаланс между дофаминергической и холинергической системами. Развитие острой дистонии может зависеть и от внутриклеточного уровня нейролептика: показано, что при примерно одинаковом содержании нейролептика в плазме содержание его в эритроцитах у пациентов с дистонией было в 6 раз выше, чем у пациентов без дистонии.

## Клинические проявления
Клиническая картина острой дистонии характеризуется внезапным началом с развитием дистонических спазмов мышц головы и шеи. Неожиданно возникают тризм либо форсированное открывание рта, высовывание языка, насильственные гримасы, кривошея с поворотом или запрокидыванием головы назад, стридор. В некоторых случаях пациенты отмечают подострое (в течение 4—6 часов) возникновение «утолщения» языка или затруднения при глотании; могут наблюдаться также нарушения речи, смазанная и затруднённая речь. Возможен ларингоспазм, фарингоспазм, острая обструкция дыхательных путей.
У ряда пациентов отмечаются окулогирные кризы, которые проявляются насильственным содружественным отведением глазных яблок, длящимся от нескольких минут до нескольких часов. Чаще всего глаза закатываются вверх — так, что остаются видны только склеры, но иногда отмечаются также конвергенция глазных яблок, реже отведение их вверх и наружу или вниз. Во время окулогирных кризов пациенты нередко жалуются на нечёткость зрения или двоение. Усилием воли они могут возвратить глазные яблоки в среднее положение, однако лишь на очень короткое время. У некоторых пациентов отмечаются блефароспазм или расширение глазных щелей (феномен «вытаращенных глаз»).
При вовлечении туловищной мускулатуры могут развиваться опистотонус, поясничный гиперлордоз, сколиоз. В некоторых случаях наблюдается синдром пизанской башни — тоническая латерофлексия туловища (сгибание тела в одну сторону с осевым вращением туловища). Дистоническая поза конечностей с их разгибанием и ротацией встречается редко.
Моторные нарушения могут быть локальными и возникать в типичных областях, затрагивая изолированную группу мышц, либо генерализованными, сопровождающимися общим моторным возбуждением с аффектами страха, тревоги, сужением сознания и вегетативными нарушениями (профузный пот, гиперсаливация, слезотечение, вазомоторные реакции и др.). Некоторые исследователи выделяют дистонии фокальные (единственная часть тела, например кривошея), сегментарные (две и более части тела с единой иннервацией) и генерализованные (затрагивающие
значительную часть скелетной мускулатуры).
Дистонические спазмы выглядят отталкивающе и переносятся тяжело. Часто они бывают болезненными. Некоторые из них (как, например, ларингоспазм — дистония мышц гортани) опасны для жизни. Мышечные спазмы иногда бывают настолько выражены, что могут вызывать вывихи суставов — в частности, височно-нижнечелюстного сустава. Возможны такие осложнения, как сломанные зубы, тяжёлые повреждения языка.
Кроме того, нередко наблюдаются лёгкие случаи дистонии, проявляющиеся лишь сведением нижней челюсти, затруднениями при разговоре или глотании, лёгким отведением глазных яблок вверх, появлением ощущения комка в горле и утолщения языка (при отсутствии других симптомов).
| Шея               | антероколлис (вниз с приведением подбородка) ретроколлис (запрокидывание головы кзади) латероколлис (наклон к плечу) тортиколлис (ротация головы к плечу) опистотонус (включая позвоночные мышцы) |
| Язык              | ротация высовывание втягивание отклонение вбок гипертонус языка |
| Челюсть           | стискивание (тризм) зевание гримасничанье |
| Глотка и гортань  | ларингоспазм фарингоспазм стридор нарушения дыхания, речи и глотания, вплоть до обструкции дыхательных путей                                                                                      |
| Глазные мышцы     | отклонение глаза вверх (возможно совместно с латеральным) или вниз конвергенция блефароспазм расширение глазных щелей                                                                             |
| Позвоночные мышцы | сколиоз опистотонус поясничный гиперлордоз синдром пизанской башни наклон туловища вперёд |
| Конечности        | гиперпронация флексия кисти метакарпо-фалангеальная флексия/экстензия экстензия в нижних конечностях спазм аддуктора плантарная флексия с инверсией дорсифлексия с эверсией                       |

## Диагностика

### Критерии DSM-IV
Диагноз острой дистонии, вызванной приёмом нейролептиков, устанавливают в соответствии с американской классификацией DSM-IV:
- А. Наличие одного или нескольких симптомов, появляющихся на фоне нейролептической терапии:
  - неправильное положение головы и шеи по отношению к туловищу (ретроколлис, тортиколлис);
  - спазмы жевательных мышц (тризм, зевание, гримасничанье);
  - нарушение глотания (дисфагия), речи или дыхания (ларинго-фарингеальные спазмы, дисфония);
  - смазанная и затруднённая речь, обусловленная гипертонусом или увеличением языка (дизартрия, макроглоссия);
  - высовывание языка;
  - спазмы глазодвигательных мышц (окулогирные кризы).
- В. Симптомы группы А развиваются в течение первых 7 дней с момента начала нейролептической терапии или повышения дозы ранее принимаемых нейролептиков и уменьшаются после назначения антипаркинсонических корректоров.
- С. Симптомы группы А не должны быть обусловлены психическим заболеванием (например, кататоническая форма шизофрении).
- D. Симптомы группы А не должны быть обусловлены другими препаратами, неврологическим или соматическим заболеванием.[17]

### Дифференциальная диагностика
Внезапность, драматичность и причудливость гиперкинеза часто приводят к ошибочному диагнозу истерии, столбняка или эпилепсии, в некоторых случаях — инфекционных заболеваний ЦНС (менингита, энцефалита и др.). Также дистония может быть принята за проявления причудливой манерности больных либо за признаки обострения психоза.
Точный своевременный диагноз при острой дистонии имеет большое значение, поскольку ошибочная оценка симптоматики как обострения психоза влечёт за собой увеличение дозировки антипсихотика, в то время как необходимо, наоборот, уменьшать дозировку или назначать антипаркинсонические средства. Пробное парентеральное назначение антипаркинсонических средств (таких, как бензтропин) может быстро купировать проявления дистонии и тем самым помогает более точно определить диагноз.
Кроме того, дифференциальный диагноз острой дистонии следует проводить с пароксизмальными некинезиогенными дискинезиями, мышечными спазмами, вызванными гипокальциемией, внезапной отменой бензодиазепинов и барбитуратов. Иногда острую дистонию ошибочно диагностируют у больных с подвывихом в атланто-аксиальном сочленении или височно-челюстном суставе, однако встречаются и обратные случаи. У пациентов с дистонией важно также исключить острые инфекционные заболевания ЦНС, черепно-мозговую травму, цереброваскулярные заболевания, рассеянный склероз, нейросифилис или объёмные поражения головного мозга: все эти заболевания, поражая базальные ганглии или средний мозг, иногда вызывают остро развивающуюся дистонию.
Причиной изолированных окулогирных кризов может быть также приём амантадина, антиконвульсантов (карбамазепина, габапентина), резерпина, трициклических антидепрессантов.

## Лечение
При возникновении острой дистонии препарат, её вызвавший, следует отменить. Западные авторы рекомендуют при острой дистонии применять антихолинергические средства, такие как бензтропин, проциклидин (сходные по действию препараты на российском рынке — циклодол и акинетон), внутривенное или внутримышечное введение которых приводит к резкому улучшению. Особенно эффективным является парентеральное введение акинетона. В дополнение к указанным средствам можно назначить перорально проциклидин, бензтропин, бензогексол (аналог циклодола) или орфенадрин. Если дистония не купируется после двух инъекций, можно также попытаться применить бензодиазепин (к примеру, лоразепам). При рецидиве дистонии на фоне продолжающейся антипсихотической терапии необходимо вводить фиксированную дозу антихолинергического препарата в течение 2 недель.
Российскими авторами рекомендуется применение при острой дистонии следующих вариантов действий:
- Отмена типичного нейролептика или снижение его дозы[2].
- Перевод больного на атипичный нейролептик[2].
- Назначение амантадина сульфата (ПК-Мерц) внутривенно капельно в течение 5 дней, с последующим переходом на приём таблеток в течение 1 месяца; при возврате дистонической симптоматики — продолжение приёма[2].
- Назначение холинолитика: тригексифенидила (циклодола) или биперидена (акинетона)[2][21].
- Назначение витамина B6[2] или аскорбиновой кислоты[21].
- Назначение транквилизатора[2][21] (диазепам[2], феназепам, нозепам, элениум и т. п.[21]).
- Назначение аминазина внутримышечно и 20 % раствор кофеина подкожно[17]; вместо этого возможно также применение крепкого чая или кофе[21].
- При генерализованных дистониях — одновременное назначение аминазина или тизерцина внутримышечно и антипаркинсонических корректоров (акинетон) внутримышечно[17].

В некоторых российских и западных источниках рекомендуется в тяжёлых случаях вводить внутривенно антигистаминные средства (димедрол), кофеин-натрия бензоат, бензодиазепины (диазепам, лоразепам) или барбитураты. Возможно также применение хлорида кальция, сульфата магния, раствора глюкозы.
При распространении дистонических спазмов на мышцы глотки и гортани существует риск удушья. При этом рекомендуется срочное введение реланиума и акинетона внутривенно, иногда необходимы деполяризующие миорелаксанты и кратковременная искусственная вентиляция лёгких.
Если после отмены нейролептика необходимость его приёма сохраняется, то после исчезновения дистонических спазмов рекомендуется назначить антипсихотик вновь, но учитывать при этом возможность рецидива дистонии. Поэтому советуется рассмотреть вопрос о замене применявшегося антипсихотика другим, более мягким препаратом, возможно атипичным, либо назначить тот же препарат, но в более низкой дозе и непременно под прикрытием холинолитика. После нескольких месяцев приёма холинолитика вероятность ранних экстрапирамидных осложнений обычно снижается, и можно сделать попытку постепенно его отменить.
В случае, если после эпизода дистонии нейролептик не назначается вновь, холинолитик, при условии отсутствия дистонических симптомов, постепенно отменяют в течение нескольких дней.
Дистония, связанная с резкой отменой нейролептика, требует повторного его назначения до тех пор, пока не уменьшится или исчезнет полностью гиперкинез, после чего доза препарата постепенно снижается.

## Профилактика
Заключается в строгом назначении антипсихотических препаратов лишь по показаниям, применении их в минимальных эффективных дозах, назначении антихолинергических средств в течение 4—6 недель — после этого вероятность экстрапирамидных нарушений снижается, и можно сделать попытку постепенно отменить холинолитики (особенно у пожилых пациентов, более чувствительных к их побочному действию). В профилактическом назначении холинолитиков нуждаются в первую очередь пациенты, у которых отмечаются те или иные факторы риска развития острой дистонии.